# Елмайра (Ню Йорк)
Вижте пояснителната страница за други значения на Елмайра.
Елмайра (на английски: Elmira) е град в САЩ, административен център на окръг Шимънг, щата Ню Йорк. Разположен е близо до границата с Пенсилвания и има население 27 773 души (по приблизителна оценка от 2017 г.).